# Грабовец (Львовский район)
Грабовец (укр. Грабовець) — село в Жовтанецкой сельской общине Львовского района Львовской области Украины.
Население по переписи 2001 года составляло 142 человека. Занимает площадь 6,12 км². Почтовый индекс — 80431. Телефонный код — 3254.